# Apodemus ponticus
Apodemus ponticus är en däggdjursart som beskrevs av Sviridenko 1936. Apodemus ponticus ingår i släktet skogsmöss och familjen råttdjur. Inga underarter finns listade. Tidigare antogs att populationen är en hybrid mellan större skogsmus och mindre skogsmus. Taxonomiska studier bekräftar populationens status som art.
Arten har med en kroppslängd (huvud och bål) av 83 till 103 mm, en svanslängd av 97 till 104 mm, med 21 till 24 mm långa bakfötter och med 14 till 21 mm stora öron samma storlek som nära släktingar. Viktuppgifter saknas. Apodemus ponticus har i princip samma pälsfärg som större skogsmus. Den senare har en intensiv brun ovansida och en ljusgrå till vit undersida. Exemplar från Iran kännetecknas av en mörk fläck på strupen.
Denna skogsmus förekommer öster om Svarta havet vid Kaukasus. Utbredningsområdet sträcker sig över delar av Ryssland, Georgien, Azerbajdzjan och Armenien. Habitatet utgörs av skogar, buskskogar, stäpper med några träd och ängar. Året 2015 upptäcktes en population i bergstrakten Zagros i Iran.
Individerna är främst aktiva på natten. De vilar i naturliga håligheter eller gräver egna bon. Födan utgörs av frön, nötter och några insekter. Honor föder 5 till 6 ungar per kull.
För beståndet är inga hot kända och hela populationen anses vara stor. IUCN kategoriserar arten globalt som livskraftig.